# アナログコントローラ
アナログコントローラ（日本ではSCPH-1150、アメリカではSCPH-1180、ヨーロッパではSCPH-1180e）は、ソニーがPlayStation向けに開発した最初のハンドヘルド型アナログコントローラである。初のアナログコントローラはPlayStationアナログジョイスティック（SCPH-1110）である。

## 歴史
アナログコントローラは、1996年（平成8年）11月1日から同月4日にかけて幕張メッセで開催された「PlayStation Expo 96–97」で初めて展示された。その後、アナログ対応のタイトルであるトバル2とブシドーブレードの発売にあわせて、1997年（平成9年）4月に日本で発売された。
アメリカでの発売前にソニーはヨーロッパおよびアメリカ向けのコントローラから振動フィードバック機能を除去することを決定した。ソニーの広報によれば「すべての機能を評価した結果、製造上の理由で、ゲーマーにとって最も重要なのはアナログ機能だと判断した」という。振動フィードバックを除去した理由としてはコントローラの早期故障につながる可能性があると報告されたことが挙げられる。また振動機能が任天堂の振動パックに類似しているとして任天堂がアメリカでのコントローラの販売を法的に妨害しようとしたという噂があった。しかし任天堂はソニーのコントローラに関していかなる法的措置も取ったことがないと強く否定した。さらに特許庁によればAtari Gamesの従業員2名が振動するゲームコントローラ技術に関する特許を1991年3月に取得している。振動フィードバックを除去したもう1つの説としてソニーがコントローラの価格を抑え、ユーザーへの普及を最大化したかったという理由がある。
アメリカでは1997年8月27日に、ヨーロッパでは1997年9月にほとんどプロモーションを行わずに発売された。その数か月後、日本では1997年11月20日に初めてDUALSHOCKコントローラが発売された。
ナムコはすでにネジコンと呼ばれるPlayStation向けアナログコントローラを発売していた。ソニーのアナログコントローラのアナログモードは、ワイプアウトやリッジレーサーなどのネジコン対応ゲームとは互換性がなかった。しかし、ニード・フォー・スピードII、グランツーリスモ、グランツーリスモ2は、ネジコンとアナログコントローラの両方の操作方式に対応している。
小型化を好む日本のプレイヤーからは、非常に長いハンドグリップを持つこのコントローラが大きすぎて正しく持てないという不満の声が上がった。また、アメリカおよびヨーロッパモデルの振動機能がないことが、ソニーがこのコントローラの生産を終了し、再設計を決定した最も一般的な理由として指摘されている。この再設計により最終的にDUALSHOCKが誕生した。
このアナログコントローラは1998年に日本、アメリカ、ヨーロッパのすべての市場で生産が終了し、DUALSHOCKに置き換えられた。

## 特徴
アナログコントローラには3つの動作モードがある。1つ目はアナログスティックを無効化する「デジタル」モード。2つ目はDUALSHOCKおよびDUALSHOCK 2コントローラにも搭載されている「アナログ」モード。そして3つ目はPlayStationアナログジョイスティックをエミュレートする「アナログフライトスティック」モードで、これはDUALSHOCKおよびDUALSHOCK 2には搭載されていない。
PlayStation用ゲームがDUALSHOCKまたはアナログコントローラに対応している場合、プレイヤーはアナログスティックの間にある「アナログ」ボタンを押すことでアナログモードを有効化することができる。これは赤いLEDで表示される。非対応のゲームをプレイ中にアナログモードを有効化すると、ゲームはボタンの押下を認識しなくなるか、場合によってはコントローラが取り外されているとみなすことがある。これは、ボタンを押すことでコントローラがゲームに報告するタイプIDが変更されるためである。
「アナログ」ボタンを再度押すことで緑色のLEDが点灯し（通称「フライトスティックモード」）、ソニーのPlayStationアナログジョイスティックをエミュレートする機能がある。この機能により、平均35ドルという価格で、70ドルのPlayStationアナログジョイスティックよりも安価な代替手段を提供した。
NINTENDO 64 コントローラと同様に、アナログコントローラは4つの異なる持ち方に対応している。標準操作では、左手の親指で方向ボタン、右手の親指でアクションボタンを使用する。アナログ操作では、左手の親指で左アナログスティックを、右手の親指でアクションボタンを操作する。デュアルアナログ操作では、両方の親指をアナログスティックに置き、肩ボタンをアクションボタンの代わりに使用する。アナログ-デジタル操作では、左手の親指で方向ボタンを操作し、右手の親指で右アナログスティックを操作し、肩ボタンをアクションのために使用する。
MechWarrior 2、エースコンバット2、Descent Maximum、Colony Warsは、PlayStationフライトスティック対応ゲームの27タイトルの中の一部である。

## DUALSHOCKとの違い

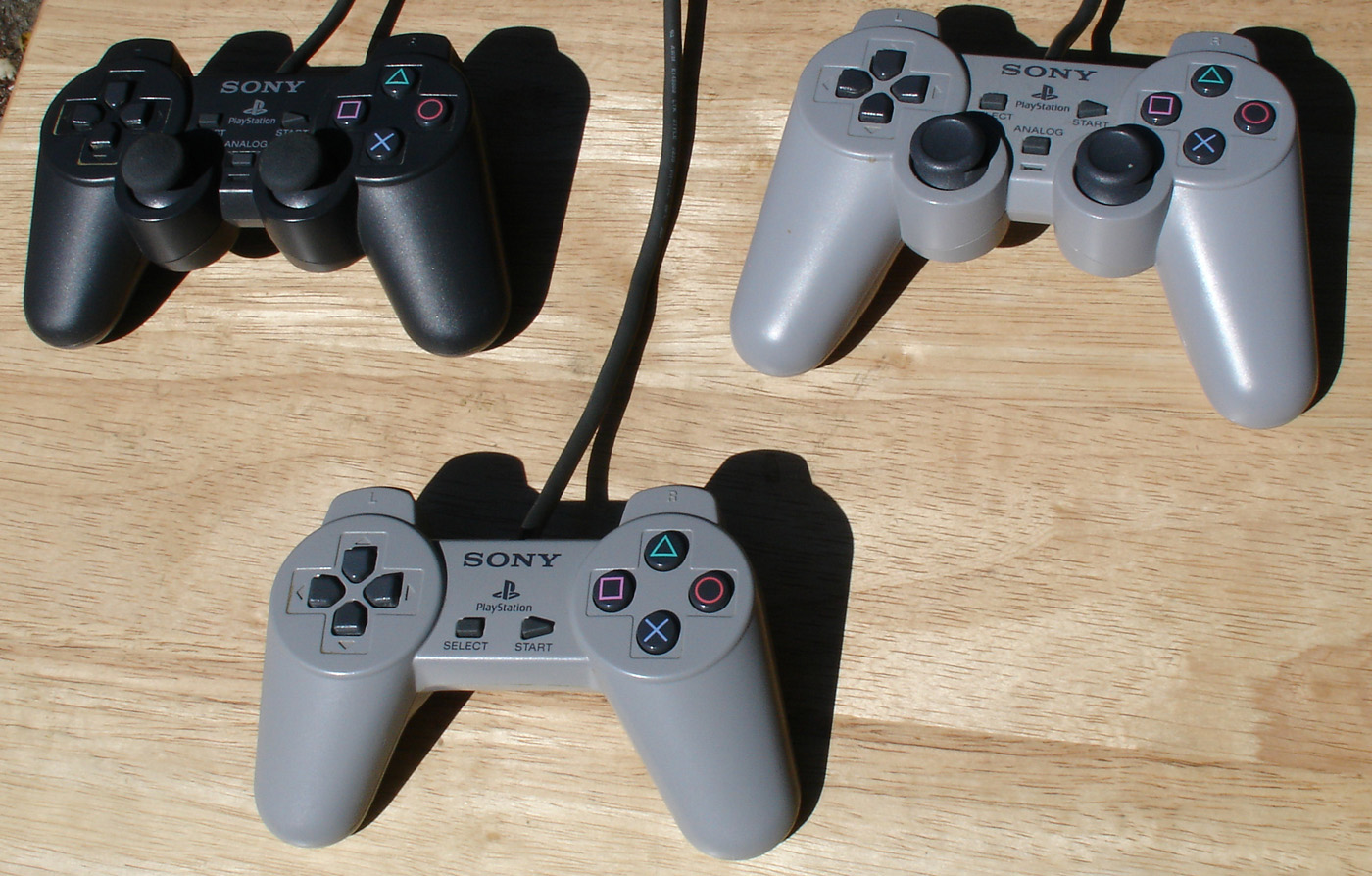
左上から時計回りにDUALSHOCK、アナログコントローラ、オリジナルのPlayStationコントローラ

アナログコントローラには、DUALSHOCKコントローラの発売にあたり廃止または再設計された、いくつかの独自の特徴がある。  
- 日本版のみ振動フィードバック機能を搭載している。欧州版と米国版のコントローラには、振動モーターを取り付けるための回路とマウントが含まれており、これは日本版の名残と考えられる。そのため、モーターの取り付けは簡単である。ただし、当時振動に対応したゲームが不足していたため、欧州版と米国版には振動フィードバックが搭載されず、結果として重量は日本版よりもかなり軽く、標準コントローラとDUALSHOCKの中間程度の重さになっている。
- ハンドグリップはオリジナルのコントローラや後のDUALSHOCKコントローラよりも1.5センチメートル (0.59 in)長い。また、コントローラ本体が幅広く設計されており、パッドが若干広く配置されている。この幅広いデザインは、DUALSHOCK以降のすべてのPlayStationコントローラに受け継がれている。

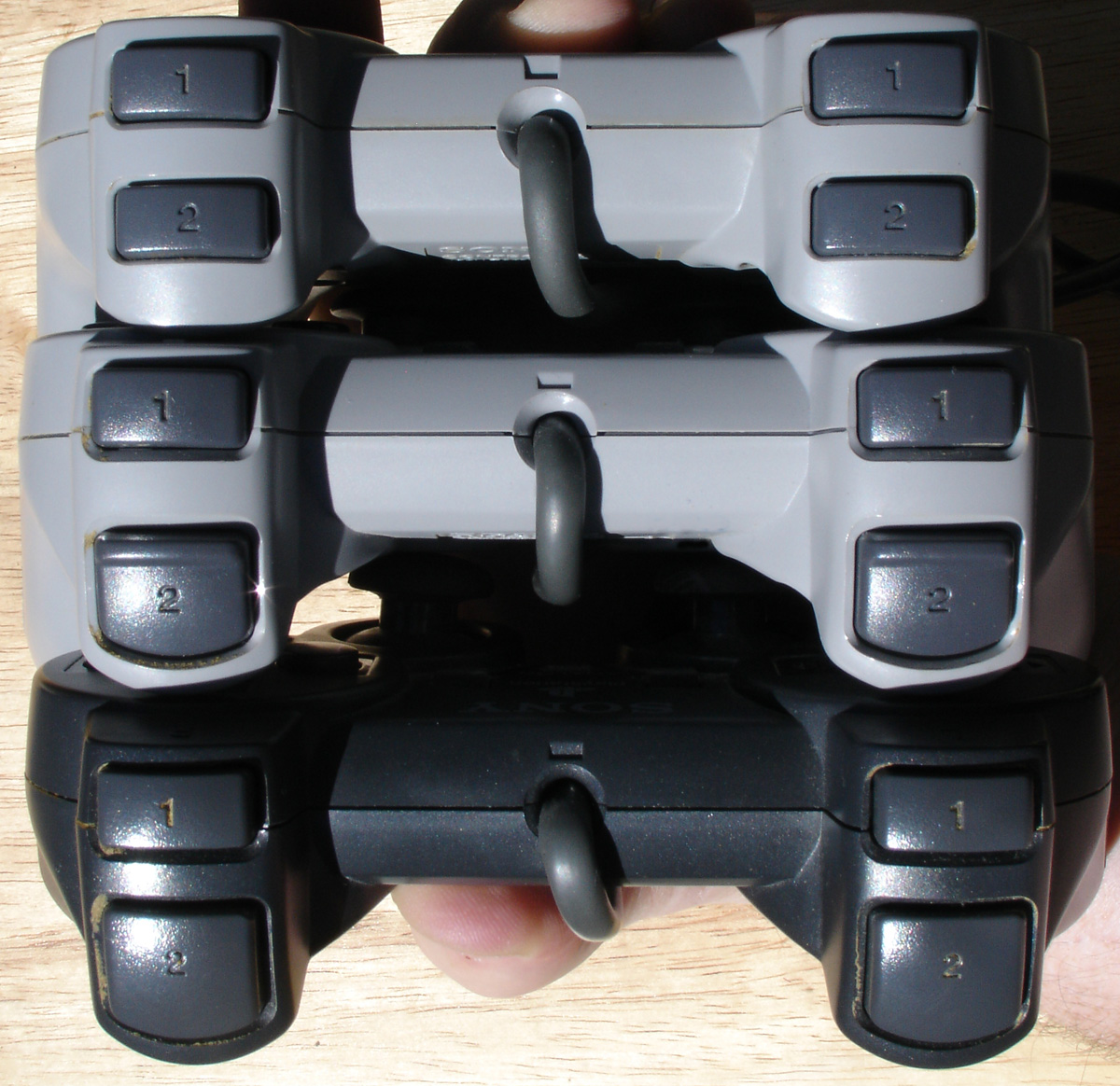
上から順にオリジナルのPlayStationコントローラ、アナログコントローラ、DUALSHOCK。アナログコントローラのL2およびR2ボタンの縁の隆起に注目

- L2およびR2ボタンの上部端には隆起があり、L1およびR1ボタンと簡単に区別できるようになっている。また、オリジナルのコントローラやDUALSHOCKよりもボタン間が広くなっている。
- L2およびR2ボタンは標準コントローラよりも幅広いが、DUALSHOCKよりも短い。
- アナログスティックは凹型で、DUALSHOCKや後のコントローラに使用されているゴム製コーティングが施されていない。
- 標準のデジタルモードと赤色LEDで示される通常の「アナログモード」に加え、ソニー自身のPlayStationアナログジョイスティックのレイアウトをエミュレートする第3のモードがあり、緑色LEDで示される。この機能はDUALSHOCKには搭載されていない。
- モード切替用の「アナログ」ボタンは、DUALSHOCKのボタンのように凹型ではなく、突起しているため、誤って押しやすい。
- アナログモードはDUALSHOCK以降のコントローラのようにソフトウェアによって変更またはロックすることはできない。
- アナログコントローラの振動回路は振動モーターを取り付けた場合でも、PlayStation 2のソフトウェアには対応しない。